# Ed Thrasher
Ed Thrasher, eigentlich Edward Lee Thrasher jr. (* 7. März 1932 in Glendale, Kalifornien; † 5. August 2006 in Big Bear Lake, Kalifornien) war ein US-amerikanischer Fotograf und Grafiker. Von ihm gestaltete Schallplattencover und Filmplakate machten ihn seit den 1960er Jahren international bekannt und brachten ihm einen Grammy ein.

## Leben
Als Sohn eines Stadtrats von Los Angeles studierte Thrasher im Anschluss an seinen Militärdienst bei der Marine seit Anfang der fünfziger Jahre Kunst und Grafikdesign. Seine berufliche Laufbahn begann er 1957 als Mitarbeiter der „Layout“-Abteilung bei Capitol Records, wo er bald zu leitenden Positionen aufstieg.
1964 wechselte Thrasher zu Reprise Records, wo er bis 1979 für das Design zahlreicher Albenveröffentlichungen verantwortlich zeichnete und zu einem der prominentesten und gefragtesten Künstler auf diesem Gebiet wurde. Seine Plattencoverentwürfe brachten ihm insgesamt 12 Nominierungen für den Grammy ein, den er schließlich 1975 gemeinsam mit Christopher Whorf für das Album Come & Gone von Mason Proffit auch gewann. Thrasher arbeitete in dieser Zeit unter anderem auch für Jimi Hendrix, Joni Mitchell, Grateful Dead und Van Morrison. Seine grafischen Gestaltungen aus dieser Zeit gelten im Genre bis heute als stilbildend.
Zu den von Thrasher am häufigsten fotografierten Künstlern gehört Frank Sinatra, für den er eine Reihe von Albencovern gestaltete (darunter My Way 1969 und She Shot Me Down 1981) und für dessen Comeback-Album 1973 er den Titel Ol'Blue Eyes Is Back erfand.
1979 gründete Thrasher eine eigene Firma, in deren Namen er unter anderem 1984 das Design für Filmplakate und Albumcover zu Purple Rain von Prince entwarf.
Von 1962 bis 1983 war Thrasher mit der Schauspielerin Linda Gray verheiratet.